# Joueur du mois UNFP
Le trophée du joueur du mois UNFP a été créé par l'Union nationale des footballeurs professionnels (UNFP) au début de la saison 2003-2004. Il récompense alors uniquement le meilleur joueur du mois en Ligue 1. Cependant, depuis la saison 2006-2007, un trophée est également décerné au meilleur joueur du mois en Ligue 2.
Chaque mois, le vainqueur est élu à la suite d'un vote du grand public sur internet parmi trois candidats (choisis par les délégués clubs et par les partenaires média de l'UNFP).

## Règlement
Auparavant, après une sélection de trois joueurs effectuée par les médias (RMC et L'Équipe), les supporters élisaient le joueur du mois avec des votes par SMS ou via les sites internet de l'UNFP, L'Équipe ou RMC Sport.
Depuis la saison 2018-2019, le mode d’élection des joueurs du mois a été revu : Au terme de chaque mois de compétition en Ligue 1 et Ligue 2, la rédaction des diffuseurs se concerte pour livrer une sélection des 10 meilleurs joueurs du mois. Les capitaines ou délégués de clubs 
votent à leur tour parmi cette liste pour désigner une sélection de 3 joueurs. C’est alors au grand public de voter durant une semaine sur internet pour désigner leur favori parmi les 3 nommés. Les votes du grand public et des représentants des joueurs professionnels sont finalement agrégés à 50/50 pour déterminer le joueur du mois de Ligue 1 et Ligue 2.

## Palmarès

### Palmarès par mois

#### Ligue 1
Le palmarès du joueur du mois de Ligue 1 s'établit comme suit:
| Mois      | Joueur            | Équipe                     |
| --------- | ----------------- | -------------------------- |
| Août      | Shabani Nonda     | AS Monaco                  |
| Septembre | Ludovic Giuly     | AS Monaco (2)              |
| Octobre   | Pauleta           | Paris Saint-Germain        |
| Novembre  | Ludovic Giuly (2) | AS Monaco (3)              |
| Décembre  | Djibril Cissé     | AJ Auxerre                 |
| Janvier   | Didier Drogba     | Olympique de Marseille     |
| Février   | Danijel Ljuboja   | Paris Saint-Germain (2)    |
| Mars      | Viorel Moldovan   | FC Nantes                  |
| Avril     | Juan Pablo Sorín  | Paris Saint-Germain (3)    |
| Mai       | Didier Drogba (2) | Olympique de Marseille (2) |

| Mois      | Joueur             | Équipe                     |
| --------- | ------------------ | -------------------------- |
| Août      | Franck Ribéry      | FC Metz                    |
| Septembre | Fabien Barthez     | Olympique de Marseille (3) |
| Octobre   | Michael Essien     | Olympique lyonnais         |
| Novembre  | Camel Meriem       | Girondins de Bordeaux      |
| Décembre  | Frédéric Piquionne | AS Saint-Étienne           |
| Janvier   | Peguy Luyindula    | Olympique de Marseille (4) |
| Février   | Juninho            | Olympique lyonnais (2)     |
| Mars      | Juninho (2)        | Olympique lyonnais (3)     |
| Avril     | Matt Moussilou     | LOSC Lille                 |
| Mai       | Mamadou Niang      | RC Strasbourg              |

| Mois      | Joueur            | Équipe                     |
| --------- | ----------------- | -------------------------- |
| Août      | Jérôme Leroy      | RC Lens                    |
| Septembre | Grégory Coupet    | Olympique lyonnais (4)     |
| Octobre   | Franck Ribéry (2) | Olympique de Marseille (5) |
| Novembre  | Franck Ribéry (3) | Olympique de Marseille (6) |
| Décembre  | Mamadou Niang (2) | Olympique de Marseille (7) |
| Janvier   | Daisuke Matsui    | Le Mans UC                 |
| Février   | John Utaka        | Stade rennais FC           |
| Mars      | Yoann Gourcuff    | Stade rennais FC (2)       |
| Avril     | Franck Ribéry (4) | Olympique de Marseille (8) |

| Mois      | Joueur                 | Équipe                     |
| --------- | ---------------------- | -------------------------- |
| Août      | Steve Savidan          | Valenciennes FC            |
| Septembre | Jérémie Janot          | AS Saint-Étienne (2)       |
| Octobre   | Juninho (3)            | Olympique lyonnais (5)     |
| Novembre  | Florent Malouda        | Olympique lyonnais (6)     |
| Décembre  | Frédéric Piquionne (2) | AS Saint-Étienne (3)       |
| Janvier   | Bafétimbi Gomis        | AS Saint-Étienne (4)       |
| Février   | Johan Elmander         | Toulouse FC                |
| Mars      | Samir Nasri            | Olympique de Marseille (9) |
| Avril     | Peguy Luyindula (2)    | Paris Saint-Germain (4)    |

| Mois      | Joueur               | Équipe                      |
| --------- | -------------------- | --------------------------- |
| Août      | David Bellion        | Girondins de Bordeaux (2)   |
| Septembre | Jérôme Rothen        | Paris Saint-Germain (5)     |
| Octobre   | Jérôme Leroy (2)     | Stade rennais FC (3)        |
| Novembre  | Sébastien Puygrenier | AS Nancy-Lorraine           |
| Décembre  | Mamadou Niang (3)    | Olympique de Marseille (10) |
| Janvier   | Karim Benzema        | Olympique lyonnais (7)      |
| Février   | Steve Mandanda       | Olympique de Marseille (11) |
| Mars      | Kader Keita          | Olympique lyonnais (8)      |
| Avril     | Karim Benzema (2)    | Olympique lyonnais (9)      |

| Mois      | Joueur                  | Équipe                      |
| --------- | ----------------------- | --------------------------- |
| Août      | Steve Mandanda (2)      | Olympique de Marseille (12) |
| Septembre | André-Pierre Gignac     | Toulouse FC (2)             |
| Octobre   | Guillaume Hoarau        | Paris Saint-Germain (6)     |
| Novembre  | Olivier Echouafni       | OGC Nice                    |
| Décembre  | Stéphane Sessègnon      | Paris Saint-Germain (7)     |
| Janvier   | Peguy Luyindula (3)     | Paris Saint-Germain (8)     |
| Février   | Guillaume Hoarau (2)    | Paris Saint-Germain (9)     |
| Mars      | André-Pierre Gignac (2) | Toulouse FC (3)             |
| Avril     | Yoann Gourcuff (2)      | Girondins de Bordeaux (3)   |

| Mois      | Joueur            | Équipe                      |
| --------- | ----------------- | --------------------------- |
| Août      | Lisandro López    | Olympique lyonnais (10)     |
| Septembre | Hugo Lloris       | Olympique lyonnais (11)     |
| Octobre   | Ireneusz Jeleń    | AJ Auxerre (2)              |
| Novembre  | Fabrice Abriel    | Olympique de Marseille (13) |
| Décembre  | Jérémie Janot (2) | AS Saint-Étienne (5)        |
| Janvier   | Karim Aït-Fana    | Montpellier HSC             |
| Février   | Hatem Ben Arfa    | Olympique de Marseille (14) |
| Mars      | Eden Hazard       | LOSC Lille (2)              |
| Avril     | Lucho González    | Olympique de Marseille (15) |

| Mois      | Joueur           | Équipe                   |
| --------- | ---------------- | ------------------------ |
| Septembre | Dimitri Payet    | AS Saint-Étienne (6)     |
| Octobre   | Steeve Elana     | Stade brestois 29        |
| Novembre  | Clément Chantôme | Paris Saint-Germain (10) |
| Décembre  | Nenê             | Paris Saint-Germain (11) |
| Janvier   | Marvin Martin    | FC Sochaux-Montbéliard   |
| Février   | Mickaël Landreau | LOSC Lille (3)           |
| Mars      | Eden Hazard (2)  | LOSC Lille (4)           |
| Avril     | Mamadou Sakho    | Paris Saint-Germain (12) |

| Mois      | Joueur                    | Équipe                   |
| --------- | ------------------------- | ------------------------ |
| Septembre | Javier Pastore            | Paris Saint-Germain (13) |
| Octobre   | Nenê (2)                  | Paris Saint-Germain (14) |
| Novembre  | Younès Belhanda           | Montpellier HSC (2)      |
| Décembre  | Salvatore Sirigu          | Paris Saint-Germain (15) |
| Janvier   | Milan Biševac             | Paris Saint-Germain (16) |
| Février   | Pierre-Emerick Aubameyang | AS Saint-Étienne (7)     |
| Mars      | Eden Hazard (3)           | LOSC Lille (5)           |
| Avril     | Eden Hazard (4)           | LOSC Lille (6)           |

| Mois      | Joueur                        | Équipe                   |
| --------- | ----------------------------- | ------------------------ |
| Septembre | Zlatan Ibrahimović            | Paris Saint-Germain (17) |
| Octobre   | Pierre-Emerick Aubameyang (2) | AS Saint-Étienne (8)     |
| Novembre  | Stéphane Ruffier              | AS Saint-Étienne (9)     |
| Décembre  | Darío Cvitanich               | OGC Nice (2)             |
| Janvier   | Salvatore Sirigu (2)          | Paris Saint-Germain (18) |
| Février   | Pierre-Emerick Aubameyang (3) | AS Saint-Étienne (10)    |
| Mars      | Thiago Silva                  | Paris Saint-Germain (19) |
| Avril     | Salomon Kalou                 | LOSC Lille (7)           |

| Mois      | Joueur                 | Équipe                   |
| --------- | ---------------------- | ------------------------ |
| Septembre | Marco Verratti         | Paris Saint-Germain (20) |
| Octobre   | Vincent Enyeama        | LOSC Lille (8)           |
| Novembre  | Vincent Enyeama (2)    | LOSC Lille (9)           |
| Décembre  | Salomon Kalou (2)      | LOSC Lille (10)          |
| Janvier   | Zlatan Ibrahimović (2) | Paris Saint-Germain (21) |
| Février   | Zlatan Ibrahimović (3) | Paris Saint-Germain (22) |
| Mars      | Zlatan Ibrahimović (4) | Paris Saint-Germain (23) |
| Avril     | Dimitar Berbatov       | AS Monaco (4)            |

| Mois      | Joueur                  | Équipe                      |
| --------- | ----------------------- | --------------------------- |
| Septembre | André-Pierre Gignac (3) | Olympique de Marseille (16) |
| Octobre   | Lucas Moura             | Paris Saint-Germain (24)    |
| Novembre  | Javier Pastore (2)      | Paris Saint-Germain (25)    |
| Décembre  | Alexandre Lacazette     | Olympique lyonnais (12)     |
| Janvier   | Alexandre Lacazette (2) | Olympique lyonnais (13)     |
| Février   | Emiliano Sala           | SM Caen                     |
| Mars      | Javier Pastore (3)      | Paris Saint-Germain (26)    |
| Avril     | Javier Pastore (4)      | Paris Saint-Germain (27)    |

| Mois      | Joueur                 | Équipe                      |
| --------- | ---------------------- | --------------------------- |
| Septembre | Lassana Diarra         | Olympique de Marseille (17) |
| Octobre   | Michy Batshuayi        | Olympique de Marseille (18) |
| Novembre  | Zlatan Ibrahimović (5) | Paris Saint-Germain (28)    |
| Décembre  | Ángel Di María         | Paris Saint-Germain (29)    |
| Janvier   | Hatem Ben Arfa (2)     | OGC Nice (3)                |
| Février   | Guillaume Gillet       | FC Nantes (2)               |
| Mars      | Ousmane Dembélé        | Stade rennais FC (4)        |
| Avril     | Sofiane Boufal         | LOSC Lille (11)             |

| Mois      | Joueur                  | Équipe                      |
| --------- | ----------------------- | --------------------------- |
| Août      | Alexandre Lacazette (3) | Olympique lyonnais (14)     |
| Septembre | Edinson Cavani          | Paris Saint-Germain (30)    |
| Octobre   | Edinson Cavani (2)      | Paris Saint-Germain (31)    |
| Novembre  | Thomas Lemar            | AS Monaco (5)               |
| Décembre  | Maxime Lopez            | Olympique de Marseille (19) |
| Janvier   | Bernardo Silva          | AS Monaco (6)               |
| Février   | Marco Verratti (2)      | Paris Saint-Germain (32)    |
| Mars      | Florian Thauvin         | Olympique de Marseille (20) |
| Avril     | Kylian Mbappé           | AS Monaco (7)               |

| Mois      | Joueur              | Équipe                      |
| --------- | ------------------- | --------------------------- |
| Août      | Radamel Falcao      | AS Monaco (8)               |
| Septembre | Steve Mandanda (3)  | Olympique de Marseille (21) |
| Octobre   | Nabil Fekir         | Olympique lyonnais (15)     |
| Novembre  | Florian Thauvin (2) | Olympique de Marseille (22) |
| Décembre  | Neymar              | Paris Saint-Germain (33)    |
| Janvier   | Florian Thauvin (3) | Olympique de Marseille (23) |
| Février   | Mathieu Debuchy     | AS Saint-Étienne (11)       |
| Mars      | Kylian Mbappé (2)   | Paris Saint-Germain (34)    |
| Avril     | Memphis Depay       | Olympique lyonnais (16)     |

| Mois      | Joueur            | Équipe                      |
| --------- | ----------------- | --------------------------- |
| Août      | Kylian Mbappé (3) | Paris Saint-Germain (35)    |
| Septembre | Nicolas Pépé      | LOSC Lille (12)             |
| Octobre   | Emiliano Sala (2) | FC Nantes (3)               |
| Novembre  | Wahbi Khazri      | AS Saint-Étienne (12)       |
| Décembre  | Kenny Lala        | RC Strasbourg (2)           |
| Janvier   | Nicolas Pépé (2)  | LOSC Lille (13)             |
| Février   | Kylian Mbappé (4) | Paris Saint-Germain (36)    |
| Mars      | Mario Balotelli   | Olympique de Marseille (24) |
| Avril     | Jonathan Bamba    | LOSC Lille (14)             |

| Mois      | Joueur                                                   | Équipe                                                   |
| --------- | -------------------------------------------------------- | -------------------------------------------------------- |
| Août      | Eduardo Camavinga                                        | Stade rennais FC (5)                                     |
| Septembre | Victor Osimhen                                           | LOSC Lille (15)                                          |
| Octobre   | Thiago Silva (2)                                         | Paris Saint-Germain (37)                                 |
| Novembre  | Jeff Reine-Adélaïde                                      | Olympique lyonnais (17)                                  |
| Décembre  | Wissam Ben Yedder                                        | AS Monaco (9)                                            |
| Janvier   | Neymar (2)                                               | Paris Saint-Germain (38)                                 |
| Février   | Annulés à la suite de la pandémie de Covid-19 en France. | Annulés à la suite de la pandémie de Covid-19 en France. |
| Mars      | Annulés à la suite de la pandémie de Covid-19 en France. | Annulés à la suite de la pandémie de Covid-19 en France. |
| Avril     | Annulés à la suite de la pandémie de Covid-19 en France. | Annulés à la suite de la pandémie de Covid-19 en France. |

| Mois      | Joueur             | Équipe                   |
| --------- | ------------------ | ------------------------ |
| Septembre | Ibrahima Niane     | FC Metz (2)              |
| Octobre   | Jonathan Bamba (2) | LOSC Lille (16)          |
| Novembre  | Andy Delort        | Montpellier HSC (3)      |
| Décembre  | Yusuf Yazıcı       | LOSC Lille (17)          |
| Janvier   | Farid Boulaya      | FC Metz (3)              |
| Février   | Kylian Mbappé (5)  | Paris Saint-Germain (39) |
| Mars      | Keylor Navas       | Paris Saint-Germain (40) |
| Avril     | Burak Yılmaz       | LOSC Lille (18)          |

| Mois      | Joueur                | Équipe                   |
| --------- | --------------------- | ------------------------ |
| Août      | Kylian Mbappé (6)     | Paris Saint-Germain (41) |
| Septembre | Seko Fofana           | RC Lens (2)              |
| Octobre   | Lucas Paquetá         | Olympique lyonnais (18)  |
| Novembre  | Gaëtan Laborde        | Stade rennais FC (6)     |
| Décembre  | Téji Savanier         | Montpellier HSC (4)      |
| Janvier   | Wissam Ben Yedder (2) | AS Monaco (10)           |
| Février   | Kylian Mbappé (7)     | Paris Saint-Germain (42) |
| Mars      | Martin Terrier        | Stade rennais FC (7)     |
| Avril     | Benjamin Bourigeaud   | Stade rennais FC (8)     |

| Mois              | Joueur                | Équipe                   |
| ----------------- | --------------------- | ------------------------ |
| Août              | Neymar (3)            | Paris Saint-Germain (43) |
| Septembre         | Lionel Messi          | Paris Saint-Germain (44) |
| Octobre           | Martin Terrier (2)    | Stade rennais FC (9)     |
| Novembre Décembre | Kylian Mbappé (8)     | Paris Saint-Germain (45) |
| Janvier           | Wissam Ben Yedder (3) | AS Monaco (11)           |
| Février           | Kylian Mbappé (9)     | Paris Saint-Germain (46) |
| Mars              | Loïs Openda           | RC Lens (3)              |
| Avril             | Loïs Openda (2)       | RC Lens (4)              |

| Mois      | Joueur                        | Équipe                      |
| --------- | ----------------------------- | --------------------------- |
| Août      | Takumi Minamino               | AS Monaco (12)              |
| Septembre | Marcin Bułka                  | OGC Nice (4)                |
| Octobre   | Kylian Mbappé (10)            | Paris Saint-Germain (47)    |
| Novembre  | Kylian Mbappé (11)            | Paris Saint-Germain (48)    |
| Décembre  | Pierre-Emerick Aubameyang (4) | Olympique de Marseille (25) |
| Janvier   | Martin Terrier (3)            | Stade rennais FC (10)       |
| Février   | Pierre Lees-Melou             | Stade brestois 29 (2)       |
| Mars      | Edon Zhegrova                 | LOSC Lille (19)             |
| Avril     | Alexandre Lacazette (4)       | Olympique lyonnais (19)     |

| Mois      | Joueur              | Équipe                      |
| --------- | ------------------- | --------------------------- |
| Septembre | Bradley Barcola     | Paris Saint-Germain (49)    |
| Octobre   | Zuriko Davitashvili | AS Saint-Étienne (13)       |
| Novembre  | Jonathan David      | LOSC Lille (20)             |
| Décembre  | Mason Greenwood     | Olympique de Marseille (26) |
| Janvier   | Ousmane Dembélé (2) | Paris Saint-Germain (50)    |
| Février   | Amine Gouiri        | Olympique de Marseille (27) |
| Mars      | Désiré Doué         | Paris Saint-Germain (51)    |
| Avril     | Mason Greenwood (2) | Olympique de Marseille (28) |

#### Ligue 2
Le palmarès du joueur du mois de Ligue 2 s'établit comme suit:
| Sommaire |
| --- |
| 2006-2007 • 2007-2008 • 2008-2009 • 2009-2010 • 2010-2011 • 2011-2012 • 2012-2013 • 2013-2014 • 2014-2015 • 2015-2016 • 2016-2017 • 2017-2018 • 2018-2019 • 2019-2020 • 2020-2021 • 2021-2022 • 2022-2023 • 2023-2024 • 2024-2025 |

| Mois      | Joueur               | Équipe         |
| --------- | -------------------- | -------------- |
| Août      | Lilian Compan        | SM Caen        |
| Septembre | Yoan Gouffran        | SM Caen (2)    |
| Octobre   | Cédric Fauré         | Stade de Reims |
| Novembre  | Babacar M'Baye Gueye | FC Metz        |
| Décembre  | Grégory Proment      | SM Caen (3)    |
| Janvier   | Yoan Gouffran (2)    | SM Caen (4)    |
| Février   | Jean-Michel Lesage   | Le Havre AC    |
| Mars      | Yoan Gouffran (3)    | SM Caen (5)    |
| Avril     | Daniel Gygax         | FC Metz (2)    |

| Mois      | Joueur               | Équipe                   |
| --------- | -------------------- | ------------------------ |
| Août      | Harlington Shereni   | FC Nantes                |
| Septembre | Thomas Dossevi       | FC Nantes (2)            |
| Octobre   | Guillaume Hoarau     | Le Havre AC (2)          |
| Novembre  | Grégory Thil         | US Boulogne              |
| Décembre  | Fahid Ben Khalfallah | Angers SCO               |
| Janvier   | Djamel Abdoun        | CS Sedan-Ardennes        |
| Février   | Filip Djordjevic     | FC Nantes (3)            |
| Mars      | Guillaume Hoarau (2) | Le Havre AC (3)          |
| Avril     | Claudiu Keșerü       | FC Libourne-Saint-Seurin |

| Mois      | Joueur              | Équipe              |
| --------- | ------------------- | ------------------- |
| Août      | James Fanchone      | RC Strasbourg       |
| Septembre | Chahir Belghazouani | RC Strasbourg (2)   |
| Octobre   | Victor Montaño      | Montpellier HSC     |
| Novembre  | Lilian Compan (2)   | Montpellier HSC (2) |
| Décembre  | Victor Montaño (2)  | Montpellier HSC (3) |
| Janvier   | Paul Alo'o Efoulou  | Angers SCO (2)      |
| Février   | Toifilou Maoulida   | RC Lens             |
| Mars      | Claudiu Keșerü (2)  | Tours FC            |
| Avril     | Issam Jemâa         | RC Lens (2)         |

| Mois      | Joueur                 | Équipe            |
| --------- | ---------------------- | ----------------- |
| Août      | Anthony Modeste        | Angers SCO (3)    |
| Septembre | Olivier Giroud         | Tours FC (2)      |
| Octobre   | Benjamin Nivet         | SM Caen (6)       |
| Novembre  | Olivier Giroud (2)     | Tours FC (3)      |
| Décembre  | Bruno Grougi           | Stade brestois 29 |
| Janvier   | Jean-Jacques Mandrichi | Nîmes Olympique   |
| Février   | Anthony Modeste (2)    | Angers SCO (4)    |
| Mars      | Juan Eduardo Eluchans  | SM Caen (7)       |
| Avril     | Claudiu Keșerü (3)     | Angers SCO (5)    |

| Mois      | Joueur             | Équipe                |
| --------- | ------------------ | --------------------- |
| Septembre | Marcos dos Santos  | ES Troyes AC          |
| Octobre   | Lossémy Karaboué   | CS Sedan-Ardennes (2) |
| Novembre  | Ronny Rodelin      | FC Nantes (4)         |
| Décembre  | Benjamin Moukandjo | Nîmes Olympique (2)   |
| Janvier   | Sloan Privat       | Clermont Foot         |
| Février   | Brice Jovial       | Le Havre AC (4)       |
| Mars      | Sébastien Renouard | Angers SCO (6)        |
| Avril     | Sloan Privat (2)   | Clermont Foot (2)     |

| Mois      | Joueur                | Équipe             |
| --------- | --------------------- | ------------------ |
| Septembre | Gaëtan Charbonnier    | Angers SCO (7)     |
| Octobre   | Jean-François Rivière | Clermont Foot (3)  |
| Novembre  | David Pollet          | RC Lens (3)        |
| Décembre  | Ryan Mendes           | Le Havre AC (5)    |
| Janvier   | Kamel Ghilas          | Stade de Reims (2) |
| Février   | Jérôme Rothen         | SC Bastia          |
| Mars      | Ibrahima Touré        | AS Monaco          |
| Avril     | Cédric Fauré (2)      | Stade de Reims (3) |

| Mois      | Joueur                | Équipe         |
| --------- | --------------------- | -------------- |
| Septembre | Filip Djordjevic (2)  | FC Nantes (5)  |
| Octobre   | Filip Djordjevic (3)  | FC Nantes (6)  |
| Novembre  | Ibrahima Touré (2)    | AS Monaco (2)  |
| Décembre  | Ibrahima Touré (3)    | AS Monaco (3)  |
| Janvier   | Claudiu Keșerü (4)    | Angers SCO (8) |
| Février   | Valère Germain        | AS Monaco (4)  |
| Mars      | Claudiu Keșerü (5)    | Angers SCO (9) |
| Avril     | Fernando Aristeguieta | FC Nantes (7)  |

| Mois      | Joueur           | Équipe                |
| --------- | ---------------- | --------------------- |
| Septembre | Mohamed Yattara  | Angers SCO (10)       |
| Octobre   | Jeff Louis       | AS Nancy-Lorraine     |
| Novembre  | Diafra Sakho     | FC Metz (3)           |
| Décembre  | Diafra Sakho (2) | FC Metz (4)           |
| Janvier   | Grégory Malicki  | Angers SCO (11)       |
| Février   | Jeff Louis (2)   | AS Nancy-Lorraine (2) |
| Mars      | Andy Delort      | Tours FC (4)          |
| Avril     | Alphonse Areola  | RC Lens (4)           |

| Mois      | Joueur             | Équipe                 |
| --------- | ------------------ | ---------------------- |
| Septembre | Mana Dembélé       | AS Nancy-Lorraine (3)  |
| Octobre   | Mana Dembélé (2)   | AS Nancy-Lorraine (4)  |
| Novembre  | Karl Toko-Ekambi   | FC Sochaux-Montbéliard |
| Décembre  | Idriss Saadi       | Clermont Foot (4)      |
| Janvier   | Jonathan Kodjia    | Angers SCO (12)        |
| Février   | Youssouf Hadji     | AS Nancy-Lorraine (5)  |
| Mars      | Grégory Berthier   | AJ Auxerre             |
| Avril     | Youssouf Hadji (2) | AS Nancy-Lorraine (6)  |

| Mois      | Joueur               | Équipe                |
| --------- | -------------------- | --------------------- |
| Septembre | Christopher Jullien  | Dijon FCO             |
| Octobre   | Julien Cétout        | AS Nancy-Lorraine (7) |
| Novembre  | Yeni Ngbakoto        | FC Metz (5)           |
| Décembre  | Pablo Chavarría      | RC Lens (5)           |
| Janvier   | Christian Bekamenga  | FC Metz (6)           |
| Février   | Frédéric Sammaritano | Dijon FCO (2)         |
| Mars      | Antony Robic         | AS Nancy-Lorraine (8) |
| Avril     | Clément Lenglet      | AS Nancy-Lorraine (9) |

| Mois      | Joueur             | Équipe                     |
| --------- | ------------------ | -------------------------- |
| Août      | Neal Maupay        | Stade brestois 29 (2)      |
| Septembre | John Bostock       | RC Lens (6)                |
| Octobre   | John Bostock (2)   | RC Lens (7)                |
| Novembre  | Nicolas Douchez    | RC Lens (8)                |
| Décembre  | Rachid Alioui      | Nîmes Olympique (3)        |
| Janvier   | Faneva Andriatsima | FC Sochaux-Montbéliard (2) |
| Février   | Rémy Dugimont      | Clermont Foot 63 (5)       |
| Mars      | Baptiste Guillaume | RC Strasbourg (3)          |
| Avril     | Khalid Boutaïb     | RC Strasbourg (4)          |

| Mois      | Joueur                   | Équipe              |
| --------- | ------------------------ | ------------------- |
| Août      | Zinedine Ferhat          | Le Havre AC (6)     |
| Septembre | Jordan Siebatcheu        | Stade de Reims (4)  |
| Octobre   | Umut Bozok               | Nîmes Olympique (4) |
| Novembre  | Umut Bozok (2)           | Nîmes Olympique (5) |
| Décembre  | Cristian López           | RC Lens (9)         |
| Janvier   | Dylan Saint-Louis        | Paris FC            |
| Février   | Yunis Abdelhamid         | Stade de Reims (5)  |
| Mars      | Umut Bozok (3)           | Nîmes Olympique (6) |
| Avril     | Diego Rigonato Rodrigues | Stade de Reims (6)  |

| Mois      | Joueur                 | Équipe                 |
| --------- | ---------------------- | ---------------------- |
| Août      | Habib Diallo           | FC Metz (7)            |
| Septembre | Gaëtan Charbonnier (2) | Stade brestois 29 (3)  |
| Octobre   | Yannick Gomis          | RC Lens (10)           |
| Novembre  | Gaëtan Charbonnier (3) | Stade brestois 29 (4)  |
| Décembre  | Vincent Demarconnay    | Paris FC (2)           |
| Janvier   | Romain Philippoteaux   | AJ Auxerre (2)         |
| Février   | Renaud Cohade          | FC Metz (8)            |
| Mars      | Vagner Dias            | AS Nancy-Lorraine (10) |
| Avril     | Gaëtan Charbonnier (4) | Stade brestois 29 (5)  |

| Mois      | Joueur                                                   | Équipe                                                   |
| --------- | -------------------------------------------------------- | -------------------------------------------------------- |
| Août      | Tino Kadewere                                            | Le Havre AC (7)                                          |
| Septembre | Yoane Wissa                                              | FC Lorient                                               |
| Octobre   | Abdoulaye Sané                                           | FC Sochaux-Montbéliard (3)                               |
| Novembre  | Jessy Deminguet                                          | SM Caen (8)                                              |
| Décembre  | Florian Sotoca                                           | RC Lens (11)                                             |
| Janvier   | Yoane Wissa (2)                                          | FC Lorient (2)                                           |
| Février   | Annulés à la suite de la pandémie de Covid-19 en France. | Annulés à la suite de la pandémie de Covid-19 en France. |
| Mars      | Annulés à la suite de la pandémie de Covid-19 en France. | Annulés à la suite de la pandémie de Covid-19 en France. |
| Avril     | Annulés à la suite de la pandémie de Covid-19 en France. | Annulés à la suite de la pandémie de Covid-19 en France. |

| Mois      | Joueur             | Équipe                 |
| --------- | ------------------ | ---------------------- |
| Septembre | Olivier Kemen      | Chamois niortais       |
| Octobre   | Mickaël Le Bihan   | AJ Auxerre (3)         |
| Novembre  | Yoann Touzghar     | ES Troyes AC (2)       |
| Décembre  | Rhys Healey        | Toulouse FC            |
| Janvier   | Amine Adli         | Toulouse FC (2)        |
| Février   | Mohamed Bayo       | Clermont Foot 63 (6)   |
| Mars      | Kenny Rocha Santos | AS Nancy-Lorraine (11) |
| Avril     | Florian Tardieu    | ES Troyes AC (3)       |

| Mois      | Joueur                    | Équipe                     |
| --------- | ------------------------- | -------------------------- |
| Août      | Alexandre Mendy           | Stade Malherbe Caen (9)    |
| Septembre | Gaëtan Charbonnier (5)    | AJ Auxerre (4)             |
| Octobre   | Youssouf M'Changama       | EA Guingamp                |
| Novembre  | Rhys Healey (2)           | Toulouse FC (3)            |
| Décembre  | Morgan Guilavogui         | Paris FC (3)               |
| Janvier   | Aldo Kalulu               | FC Sochaux-Montbéliard (4) |
| Février   | Branco van den Boomen     | Toulouse FC (4)            |
| Mars      | Branco van den Boomen (2) | Toulouse FC (5)            |

| Mois              | Joueur                   | Équipe                |
| ----------------- | ------------------------ | --------------------- |
| Août              | Jean-Philippe Krasso     | AS Saint-Étienne      |
| Septembre         | Jérémy Livolant          | EA Guingamp (2)       |
| Octobre           | Josh Maja                | Girondins de Bordeaux |
| Novembre Décembre | Gaël Kakuta              | Amiens SC             |
| Janvier           | Gaëtan Charbonnier (6)   | AS Saint-Étienne (2)  |
| Février           | Jean-Philippe Krasso (2) | AS Saint-Étienne (3)  |
| Mars              | Georges Mikautadze       | FC Metz (9)           |
| Avril             | Niels Nkounkou           | AS Saint-Étienne (4)  |

| Mois      | Joueur              | Équipe               |
| --------- | ------------------- | -------------------- |
| Août      | Alexandre Mendy (2) | SM Caen (10)         |
| Septembre | Gauthier Hein       | AJ Auxerre (5)       |
| Octobre   | Ibrahim Sissoko     | AS Saint-Étienne (5) |
| Novembre  | Loïs Diony          | Angers SCO (13)      |
| Décembre  | Gauthier Hein (2)   | AJ Auxerre (6)       |
| Janvier   | Florian Ayé         | AJ Auxerre (7)       |
| Février   | Irvin Cardona       | AS Saint-Étienne (6) |
| Mars      | Irvin Cardona (2)   | AS Saint-Étienne (7) |
| Avril     | Irvin Cardona (3)   | AS Saint-Étienne (8) |

| Mois      | Joueur                | Équipe          |
| --------- | --------------------- | --------------- |
| Septembre | Cheikh Sabaly         | FC Metz (10)    |
| Octobre   | Ilan Kebbal           | Paris FC (4)    |
| Novembre  | Jacques Siwe          | EA Guingamp (3) |
| Décembre  | Aiyegun Tosin         | FC Lorient (3)  |
| Janvier   | Éli Junior Kroupi     | FC Lorient (4)  |
| Février   | Gauthier Hein (3)     | FC Metz (11)    |
| Mars      | Éli Junior Kroupi (2) | FC Lorient (5)  |
| Avril     | Éli Junior Kroupi (3) | FC Lorient (6)  |

### Palmarès par joueurs, par clubs et par pays
Classement des joueurs, des clubs et des pays en fonction du nombre de trophées.

#### Ligue 1
| Joueur | Trophées |
| --- | -------- |
| Kylian Mbappé | 11       |
| Zlatan Ibrahimović | 5        |
| Franck Ribéry Eden Hazard Javier Pastore Pierre-Emerick Aubameyang Alexandre Lacazette | 4        |
| Juninho Mamadou Niang Peguy Luyindula André-Pierre Gignac Steve Mandanda Florian Thauvin Neymar Wissam Ben Yedder Martin Terrier | 3        |
| Ludovic Giuly Didier Drogba Frédéric Piquionne Jérôme Leroy Karim Benzema Guillaume Hoarau Yoann Gourcuff Jérémie Janot Nenê Salvatore Sirigu Vincent Enyeama Salomon Kalou Hatem Ben Arfa Edinson Cavani Marco Verratti Emiliano Sala Nicolas Pépé Thiago Silva Jonathan Bamba Loïs Openda Ousmane Dembélé Mason Greenwood | 2        |

| Club                                                                        | Joueur(s) | Trophées |
| --------------------------------------------------------------------------- | --------- | -------- |
| Paris Saint-Germain                                                         | 26        | 51       |
| Olympique de Marseille                                                      | 19        | 28       |
| LOSC Lille                                                                  | 12        | 20       |
| Olympique lyonnais                                                          | 13        | 19       |
| AS Saint-Étienne                                                            | 9         | 13       |
| AS Monaco                                                                   | 9         | 12       |
| Stade rennais FC                                                            | 8         | 10       |
| Montpellier HSC RC Lens OGC Nice                                            | 4 3 4     | 4        |
| Toulouse FC Girondins de Bordeaux FC Metz FC Nantes                         | 2 3 2     | 3        |
| AJ Auxerre RC Strasbourg Stade brestois 29                                  | 2         | 2        |
| Le Mans UC Valenciennes FC AS Nancy-Lorraine FC Sochaux-Montbéliard SM Caen | 1         | 1        |

| Pays | Joueur(s) | Trophées |
| --- | --------- | -------- |
| France | 50        | 88       |
| Brésil Argentine | 6 8       | 12       |
| Côte d'Ivoire Belgique | 5 4       | 8        |
| Suède | 2         | 6        |
| Italie | 3         | 5        |
| Nigeria Sénégal Gabon | 3 2 1     | 4        |
| Maroc Algérie | 3         | 3        |
| Serbie Uruguay Portugal Turquie Japon Pologne Angleterre                                                                                     | 2 1 2 1   | 2        |
| République démocratique du Congo Roumanie Ghana République du Congo Bénin Bulgarie Colombie Pays-Bas Angola Costa Rica Kosovo Géorgie Canada | 1         | 1        |

#### Ligue 2
| Joueur | Trophées |
| --- | -------- |
| Gaëtan Charbonnier | 6        |
| Claudiu Keșerü | 5        |
| Yoan Gouffran Filip Djordjevic Ibrahima Touré Irvin Cardona Gauthier Hein Éli Junior Kroupi | 3        |
| Guillaume Hoarau Lilian Compan Víctor Hugo Montaño Olivier Giroud Anthony Modeste Sloan Privat Cédric Fauré Diafra Sakho Jeff Louis Mana Dembélé Youssouf Hadji John Bostock Umut Bozok Yoane Wissa Rhys Healey Branco van den Boomen Jean-Philippe Krasso Alexandre Mendy | 2        |

| Club                                                                                            | Joueur(s) | Trophées |
| ----------------------------------------------------------------------------------------------- | --------- | -------- |
| Angers SCO                                                                                      | 10        | 13       |
| RC Lens AS Nancy-Lorraine FC Metz                                                               | 10 8 10   | 11       |
| SM Caen                                                                                         | 7         | 10       |
| Le Havre AC                                                                                     | 6         | 9        |
| AS Saint-Étienne                                                                                | 5         | 8        |
| FC Nantes AJ Auxerre                                                                            | 6         | 7        |
| Stade de Reims Clermont Foot FC Lorient                                                         | 5 3       | 6        |
| Nîmes Olympique Stade brestois 29 Toulouse FC                                                   | 4 3       | 5        |
| AS Monaco FC Sochaux-Montbéliard Tours FC Paris FC                                              | 2 4 3 4   | 4        |
| Montpellier HSC ES Troyes AC EA Guingamp                                                        | 2 3       | 3        |
| RC Strasbourg CS Sedan-Ardennes Dijon FCO                                                       | 2         | 2        |
| US Boulogne FC Libourne-Saint-Seurin SC Bastia Chamois niortais Girondins de Bordeaux Amiens SC | 1         | 1        |

| Pays | Joueur(s)     | Trophées |
| --- | ------------- | -------- |
| France | 54            | 76       |
| Sénégal | 7             | 10       |
| Algérie | 6             | 6        |
| Roumanie | 1             | 5        |
| Cameroun | 4             | 4        |
| Serbie Tunisie Cap-Vert Guinée Mali                                                                                               | 1 3 2         | 3        |
| Colombie Argentine Haïti Maroc Belgique Trinité-et-Tobago Turquie Brésil Zimbabwe Pays-Bas Angleterre Guinée-Bissau Côte d'Ivoire | 1 2 1 2 1 2 1 | 2        |
| Suisse Togo Venezuela Madagascar Espagne République du Congo Comores République démocratique du Congo Bénin                       | 1             | 1        |

## Trophée Ligue Nationale de Football
Un prix appelé « Trophée LNF-Lanson-France-Soir » récompense le joueur du mois dès août 1999. Sa dernière remise a lieu en août 2003, mois de création du « Trophée du joueur du mois UNFP », le monégasque Ludovic Giuly reçoit alors le prix LNF tandis que son coéquipier Shabani Nonda est primé par l'UNFP.